# Vojtech Alexander
Vojtech Alexander, křtěný Vojtech Ignác Alexander (31. května 1857 Kežmarok – 15. ledna 1916 Budapešť), byl slovenský lékař - radiolog.

## Život
Vojtech Alexander se narodil v Kežmarku, dobové č.p. 295 do rodiny Ignáce Alexandra a Matildy, rozené Beck. Středoškolské vzdělání získal v rodišti, pak studoval medicínu na Lékařské fakultě Univerzity v Budapešti. Po ukončení studia v roce 1881 působil na anatomickém ústavu v Budapešti jako asistent, později se vrátil do rodiště jako praktický lékař. Byl dlouholetým tajemníkem Spolku lékařů a lékárníků na Spiši a redaktorem jeho ročenky.
Po první zprávě o paprscích X odcestoval do Würzburgu, kde se setkal s W. C. Röntgenem, aby se podrobně seznámil s jeho vynálezem. Specializoval se na rentgenologii a již v roce 1896 první v Uhersku prováděl rentgenologické pokusy. Jeho první snímek byl zhotovena již v roce 1898. Jeho přístroj je uložen v Muzeu v Kežmarku. V roce 1897 po zakoupení nového aparátu dělal již stereoskopické snímky. Vypracoval metodiku tzv. plastického snímkování a založil plastickou rentgenologii, za což mu patří světové uznání za průkopnictví. Zhotovil sérii snímků embryonálního vývoje člověka a podrobně rozebral vývoj plicní tuberkulózy.
Informace o svých výzkumech podal na zasedáních Spolku uherských lékařů v Budapešti, kde přednášel o osifikaci kostí, což dokumentoval svými snímky. V roce 1905 se zúčastnil prvního sjezdu rentgenologů, kde byl pověřen předsedat a jeho studie o rentgenologické problematice byly publikovány v německých i anglických odborných časopisech.
V roce 1907 byl jmenován vedoucím nově zřízeného rentgenové laboratoře na klinice v Budapešti, kde se v roce 1909 habilitoval z oboru rentgenologie. V roce 1914 byl jmenován mimořádným profesorem. O svém výzkumu publikoval 59 vědeckých prací.
Vojtech Alexander zemřel 15. ledna 1916 v Budapešti, pohřben je v Kežmarku.